# Archidium donnellii
Espèce
Archidium donnellii est une espèce de mousse.